# Comostola perlepidaria
Comostola perlepidaria är en fjärilsart som beskrevs av Walker 1866. Comostola perlepidaria ingår i släktet Comostola och familjen mätare. Inga underarter finns listade i Catalogue of Life.